# 鲁西孔
鲁西孔（德語：Russikon）是瑞士联邦苏黎世州普费菲孔区的市镇。该市镇面积为14.23平方千米，海拔高度608米，2018年12月31日人口数为4,367。

## 外部連結
- 鲁西孔官方网站 （页面存档备份，存于） （德文）